# Gare de Marigny (Deux-Sèvres)
Gare de Marigny vasútállomás Franciaországban, Marigny településen.

## Vasútvonalak
Az állomást az alábbi vasútvonalak érintik:
- Chartres–Bordeaux-vasútvonal

## Kapcsolódó állomások
A vasútállomáshoz az alábbi állomások vannak a legközelebb:
- Gare de Fors
- Gare de Beauvoir-sur-Niort